# 李耀文
李 耀文（り ようぶん、1918年5月1日 - 2018年4月10日）は、中華人民共和国の軍人・政治家。中国人民解放軍海軍政治委員などを歴任した。最終階級は海軍上将。出生名は張 錫紳。
山東省栄成県（現山東省栄成市）成山鎮に生まれ、同郷の曹漫之の紹介により1937年4月中国共産党に入党する。日中戦争勃発直後、曹漫之を書記とする中共栄成臨時県委の宣伝委員となるが、武装蜂起の計画が漏れたことで国民党政府の指名手配を受け、張錫紳から李耀文に改名。1938年1月、曹漫之、李耀文、林乎加らは埠柳郷農学校で武装蜂起し、文登県（現文登区）大水泊鎮まで進軍して山東人民抗日救国軍第3軍に合流した。日中戦争期、李耀文は山東縦隊第5旅政治部副主任、魯中軍区第4分区副政治委員などを歴任した。国共内戦では臨朐、魯南、孟良崮などの戦役に参戦し、1948年5月に第8縦隊政治部主任となる。第8縦隊は1949年1月に第26軍に改編、渡江戦役、上海戦役に投入された。

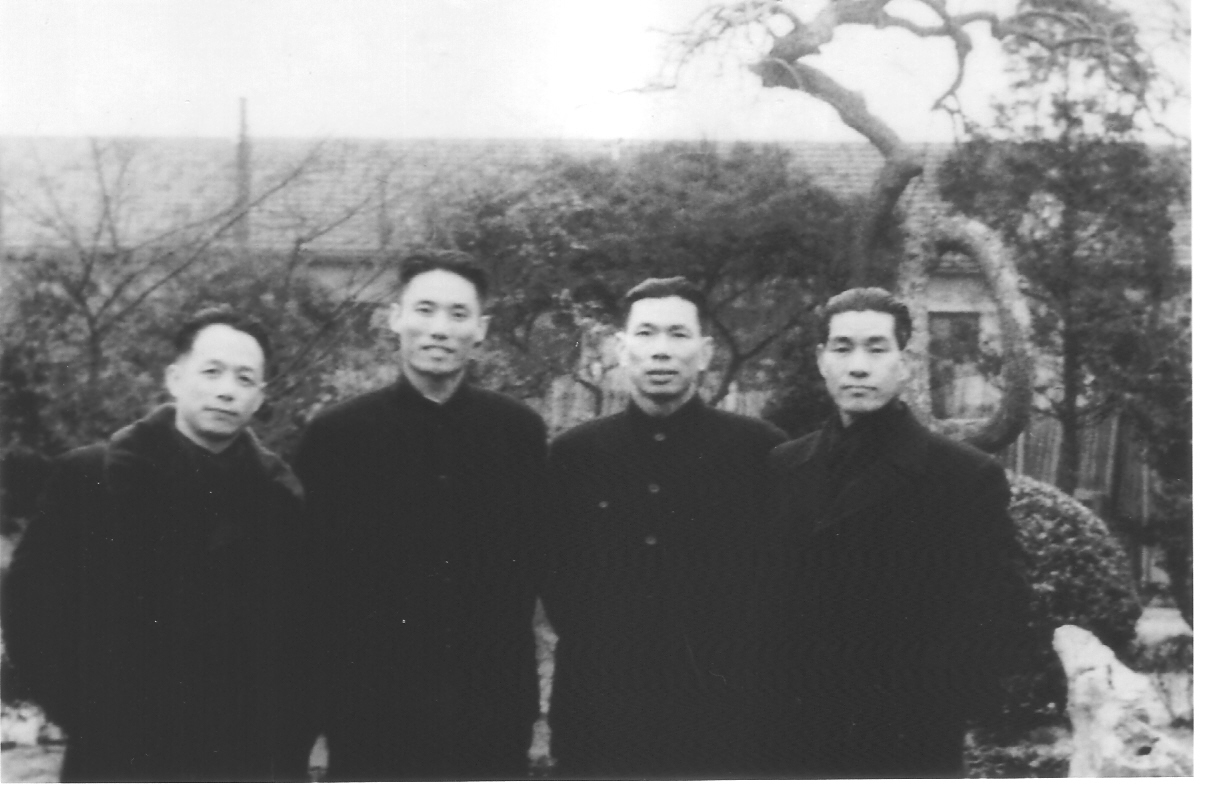
栄成出身の共産党幹部合影（1954年）。左から谷牧、李耀文、王一平、曹漫之

人民共和国建国後、李耀文が政治委員を務める第26軍は上海に衛戍していたが、朝鮮戦争では中国人民志願軍に編入され長津湖の戦いなどに参戦した。帰国後、李耀文は山東軍区政治部主任、済南軍区政治部主任などを歴任。1970年4月、周恩来国務院総理の指示により外交部の軍代表、副部長に転じ、林彪事件の分析やニクソン訪中の対応に当たった。1972年4月駐タンザニア大使、1975年国交樹立により初代の駐マダガスカル大使を兼任、1976年2月には駐ソ連大使に任命されるが赴任しなかった。1977年4月国防科学技術委員会政治委員となり、人民解放軍の現代化に邁進する。1980年10月、海軍政治委員に任命され、1990年4月に引退するまで務めた。2018年4月10日、北京において病死。
第十一次、十二次、十三次全国代表大会代表、第十一届中央委員会候補委員、中央軍事委員会委員、第十二届中央委員会委員、中央顧問委員会委員。1955年9月少将、二級独立自由勲章、一級解放勲章。1988年9月海軍上将。1998年7月一級紅星功勲栄誉章。